# Polyhymnia (Baarn)
Polyhymnia is een gemeentelijk monument aan de Prinses Marielaan 10 in het Rijksbeschermd gezicht Baarn - Prins Hendrikpark e.o. in Baarn in de provincie Utrecht.
De rechter helft van het wit geschilderde gebouw heeft een glas in de plaats van de vroegere koetshuisdeuren. De eerste verdieping heeft vier gelijke vensters. De iets lagere rechterhelft heeft een hangende uitbouw op de eerste verdieping.
Het pand werd gebruikt als christelijke tuinbouwschool. De Maatschappij voor Tuinbouw  en Plantkunde gaf er tuinbouwwintercursussen. Later kwam in Polyhymnia een opnamestudio van klassieke muziek van Philips Phonografische Industrie. Het in 1950 opgerichte bedrijf verhuisde in 1973 naar Baarn. Het bedrijf was bekend als Philips Classics tot het in 1998 verderging als zelfstandige studio.